# كليمنتان

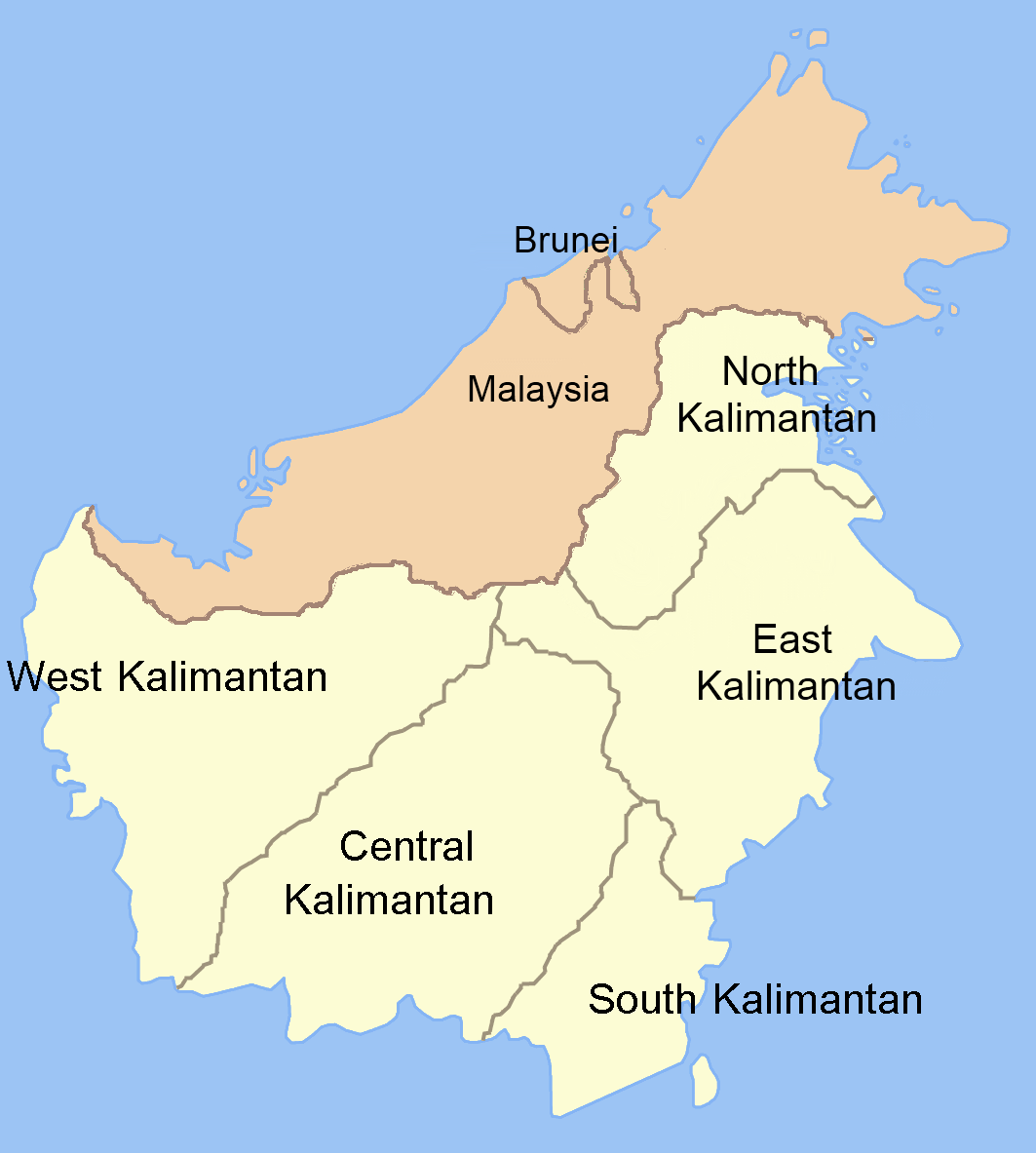
خريطة كاليمنتان

كليمنتان (بالجاوية: كليمنتان)، هي مجموعة مقاطعات في جزيرة بورنيو والتي تشكل الجزء الإندونيسي من الجزيرة. هذه المقاطعات هي:
- كالمنتان الشمالية
- كليمنتان الجنوبية
- كالمنتان الوسطى
- كالمنتان الشرقية
- كالمنتان الغربية